# 스타이렌뷰타다이엔고무
스타이렌뷰타다이(Styrene-butadiene) 또는 스타이렌뷰타다이엔고무(styrene-butadiene rubber, SBR)는 스타이렌과 뷰타다이(굳이어가 생산하는 판은 네오라이트/Neolite)에서 기원한 합성고무 계열이다. 이 물질들은 첨가제에 의해 보호를 받을 때 양호한 마모 저항성과 양호한 노화 안정성을 보인다. 2012년, 5,400,000톤의 SBR이 전 세계적으로 가공되었다.  약 50%의 자동차 타이어는 다양한 유형의 SBR로 만들어진다.

## 같이 보기
- 탄성체
- 타이어